# 劉紹唐
劉紹唐（1921年10月14日—2000年2月10日），原名劉宗向，筆名李光裕、吳中佑，是一位原籍河北蘆臺、生於遼寧錦州的傳記作家。他是《傳記文學》雜誌社的共同創辦人，並曾擔任該社社長及該刊物之發行人。他曾因其個人對中國近代史的貢獻而被稱為“野史館館長”。

## 生平

### 學生時代
1931年9月，瀋陽九一八事變起，東北國土相繼淪陷，父銘勳奉命隨郵局撤退關內，遂率全家老小至北平，而濟南、而鄒平、而青島、而上海。在上海上初中，課餘喜歡畫漫畫，所作曾獲「宇宙風」（林語堂、陶亢德主編）、「抗戰漫畫」（葉淺予主編）等雜誌刊登。
1937年夏，畢業於滬北中學初中部。七月，抗戰軍興，旋在上海考入時遷南京、為收容東北流亡學生而設之國立東北中山中學高中。九月二十日，父親病逝上海，年六十歲。秋，獨自由上海前往南京板橋鎮報到。冬，南京告急，由校長王先青率領先後撤至蕪湖、安慶、九江、武漢、長沙，備嘗艱苦。次年春，學校在湖南湘鄉縣永豐鎮復課，師生以校為家，課餘任「壁報」編輯，兼畫刊頭、插圖、漫畫，以「她四歲了！」、「那山好比這山高」兩張漫畫聞名全校。後以戰火南移，學校再經廣西、貴州播遷四川，先在重慶上課，繼遷往自流井新校址，課餘以各種筆名向陳紀瀅主編之大公報文藝副刊“戰線”投稿。
1941年夏，考入由北京大學、清華大學、南開大學合組而成、設於雲南昆明之國立西南聯合大學經濟系，課餘仍向文藝刊物投稿，以稿費幫補生活費。1942年，母親病逝於遼寧錦州，年五十八歲。
抗戰勝利后聯大三校返回平津復員，1946年7月31日聯大結束，劉紹唐轉入北京大學。入學後曾在圖書館工作，對近代史和民國人物傳記有濃厚興趣。1948年，在北大大四補修未完 之幾個學分，半工半讀，在大學秘書處任兼職職員，在此之前，“自己有機會幹過報人，也曾出過報紙，我的報紙曾擁有不少的讀者”，同年修畢所有學分，自言：“從西南聯大到北京大學，作者確是一個受過多年自由主義教育的人。”

### 南下工作團與紅色中國的叛徒
1949年1月，北平易主，旋接到北大「暫予停職」通知，於失業後為求生活，參加“四野南下工作團”。稍後“南下工作”變成“志願參軍”，成為“人民隊伍”一分子，編入“南下工作團”先遣工作隊第三小組。4月，於毛澤東、朱德頒布「渡江命令」之時，隨南下工作團由北平經天津、鄭州、許昌南下，任新華社第四野戰軍總分社隨軍記者。五月，於共軍攻佔武漢後，調至中國人民解放軍第四野戰軍宣傳部，任秘書工作 。
1950年，年三十，夏，於對“革命實際”之“失望已忍無可忍”之時，決定“蓄意求去”，自言：“一年多的時間， 我有如被嵌在一個不能稍作伸縮的機器裡邊，從理想到現實，從精神到物質，我絕不能主動地去求取，而只是被動地接受配給。我，正如許多知識分子一樣，一踏進『革命實際』 ，我們都被迫而失去了有關個人的所有。在『革命實際』中，我看到許多企圖調換工作而遭拒絕的人，許多不滿意配婚而被懲處的人，許多企圖脫離『革命』而再被『集中學習』 的人，許多溜走而又被抓回，經過一次『鬥爭大會』便不明下落的人。正因為我知道得太 多，我與處理這些工作的支部與首長接觸的機會太多，縱然我自己的失望已忍無可忍，但我從未在行動上、語言上，流露一點久已蓄意求去的跡象。”伺機竊取「四野」兩張軍用護照，故意佈下乘車北上疑陣，然後秘密由漢口出走，乘粵漢鐵路火車經岳陽、韶關南下，再由廣州乘廣九鐵路火車逃離鐵幕，安全抵達香港。“我背叛了『革命』，內心的興奮與愉快是無法描摹的，像經 過持續年餘的陰雨天，第一次見到陽光”。由於人地生疏，言語不通，侷處斗室，在斗室中鋪紙，奮筆直書，將一己在共區年餘之所見、所思、所聞，陸續寫成六十篇短文；冬，隻身“避秦”來台。
1951年2月，將前撰之六十篇短文彙刊為紅色中國的叛徒。1954年6月，任國防部新中國出版社編輯，曾主編國魂月刊。後獲時任中國國民黨中央設計考核委員會主任委員崔書琴任為該會編審，後升總幹事，“以屬員身分追隨他工作過幾年”。

### 家庭
1959年11月22日，與榆林王愛生在臺北結婚；兩人由查良釗介紹認識，劉紹唐“是他賞識的學生，因此對他的婚姻大事也特別關心”。婚後，兩人育有一子（嘉明）及一女（嘉文）。

## 傳記文學
1962年6月1日，《傳記文學》雜誌創刊於台北，每月一冊，由前北大校長蔣夢麟題寫刊名，劉紹唐任發行人（實則集發行人、社長、主編於一身，邀稿、審稿、校勘、考訂，從不假手他人），撰發刊詞《我們的想法與作法》，強調《傳記文學》不僅是“『給史家做材料，給文學開生路』，也必然創了寫傳記、讀傳記、重視傳記文學的新風氣”，同時於創刊伊始之時，“謹願以『對歷史負責、對讀者負責』兩語 而自勉”。創刊號先聲奪人，作者陣容鼎盛，均一時之選，計有：毛子水、蔣復璁 、吳相湘、沈剛伯、陶希聖、梁寒操、秦德純、李樸生、蘇雪林、鄒文海、戴君仁、吳延環、浦薛鳳、劉崇鋐、張秀亞等。
1963年9月，黃郛夫人沈亦雲首次蒞台，以所撰之亦雲回憶分期交《傳記文學》按期發表。“她對紹唐兄特別器重 ，有時竟稱之為『野史館』館長，乃至逕呼他『劉館長』而不名。”（沈雲龍「野史館」 與「後野史亭」）。
1966年於傳記文學雜誌社外，加設傳記文學出版社，編印：
1. 傳記文學叢書（為三十二開本，由數萬字至十數萬字不等，截至1990年（下同）共刊有一百零四部，第一部為劉紹唐等著之《什麼是傳記文學》）；
2. 傳記文學叢刊（為二十四開大本，容納二十萬字以上之著作，共刊有一百四十部，第一部為王雲五之《談往事》）；
3. 傳記文學集刊（共四部，其中包括由蔣復璁、梁實秋主編之徐志摩全集（每部六輯），由蔣復璁、薛光前主編之蔣百里全集）；及
4. 民國史料叢刊（與吳相湘主編，十六開大本精裝，第 一輯共二十二種，三十八冊）。

1967年1月，同月「中華文學協會」成立，為中華學術院（創辦人兼院長張其昀）二十分科協會之一，加入為會員；同年中華學術院傳記學研究所成立，任為所長，後兼中國文化學院（中國文化大學前身，董事長張其昀）華岡教授。1968年由中國國民黨中央設計考核委員會調為黨史會纂修，與蔣永敬、李雲漢在黨史會有「三老纂」之稱。

## 連結
- 劉紹唐先生紀念館（页面存档备份，存于）